# Центр штата Рио-де-Жанейро (мезорегион)

Центр штата Рио-де-Жанейро на карте.

Центр штата Рио-де-Жанейро (порт. Mesorregião do Centro Fluminense) — административно-статистический мезорегион в Бразилии, входит в штат Рио-де-Жанейро. Население составляет 481 357 человек (на 2010 год). Площадь — 6825,531 км². Плотность населения — 70,52 чел./км².

## Демография
Согласно сведениям, собранным в ходе переписи 2010 г. Национальным институтом географии и статистики (IBGE), население мезорегиона составляет:
| Полное население                            | Полное население                            | Полное население                            | Полное население                            | 481 357 |
| ------------------------------------------- | ------------------------------------------- | ------------------------------------------- | ------------------------------------------- | ------- |
| в том числе:                                | Городское население                         | 397 462                                     | Процент городского населения, %             | 82,57   |
|                                             | Сельское население                          | 83 895                                      | Процент сельского населения, %              | 17,43   |
|                                             | Мужское население                           | 234 145                                     | Процент мужского населения, %               | 48,64   |
|                                             | Женское население                           | 247 212                                     | Процент женского населения, %               | 51,36   |
| Плотность населения, чел/км²                | Плотность населения, чел/км²                | Плотность населения, чел/км²                | Плотность населения, чел/км²                | 70,52   |
| Население мезорегиона в % к населению штата | Население мезорегиона в % к населению штата | Население мезорегиона в % к населению штата | Население мезорегиона в % к населению штата | 3,01    |

## Статистика
- Валовой внутренний продукт на 2003 год составляет 3 549 749 073,00 реалов (данные: Бразильский институт географии и статистики).
- Валовой внутренний продукт на душу населения на 2003 год составляет 7663,15 реалов (данные: Бразильский институт географии и статистики).

## Состав мезорегиона
В мезорегион входят следующие микрорегионы:
1. Кантагалу-Кордейру
2. Нова-Фрибургу
3. Санта-Мария-Мадалена
4. Трес-Риус